# NEO Kiss♡Memories
「NEO Kiss♡Memories」（ネオ・キッス♡メモリーズ）は、日本の女性アイドルユニット・NEO fromアイドリング!!!が、2015年8月14日にFUJI PACIFIC MUSICからリリースしたベスト・アルバム。プロデュースは、音楽プロデューサー・伊秩弘将が担当した。

## 背景・制作
女性アイドルグループ・アイドリング!!!の派生ユニット・NEO fromアイドリング!!!のベスト・アルバム。
母体アイドリング!!!の、2015年10月末をもっての活動終了に伴い、同ユニットも終了が決定しているため、最初で最後のアルバム発表となっている。
収録曲
楽曲は、これまで発表されたシングルを含む全14曲とINTERLUDEボイスを収録し、ベスト・アルバム名義でのリリースとなった。そして、新録された2曲がユニットの最終楽曲になり、「NEO Kiss♡Memories」が表題曲、「寝起き」がユニットのこれまでの活動を追憶した、ラストソングとなっている。
メンバーの古橋舞悠は「NEO Kiss♡Memories」について、「"終わりではなく、これから始まる"という前向きな曲」だと説明している。
上述したデビューシングルから、これまで全ての楽曲の制作は、音楽プロデューサー・伊秩弘将が担当し、同僚である佐久間誠が殆どの編曲を務めた。

## リリース
当アルバムは全国販売網での流通は無く、ユニットのライブ会場及びイベント会場と、フジテレビe!ショップでのみで販売された。構成はCDのほか、同年春開催のライブフェス『アイドリング!!!FES 2015』にユニットが出演した模様を収めたDVDが付属するほか、生写真（全10種の内ランダム1種）の封入特典が付く。また、ライブ会場及びイベント会場の予約・購入者には「イベント参加券」が配布されている。
アートワーク
ジャケット及びステージ衣装は、卒業をイメージしたセーラー服デザインで、ネクタイやスカートの意匠が、各メンバーの公式イメージカラーに沿った配色となっている。

## プロモーション
主催イベント
発売を記念した「握手会イベント」が、以下の日時・場所で実施された。
- 「NEO Kiss♡Memories」発売記念 握手会 
2015年7月25日 六本木ニコファーレ
2015年8月11・18・25日 フジテレビ湾岸スタジオ 1F多目的スペース
2015年8月16日 大阪市・梅田Zeela
2015年8月29日、新宿ReNY

その他
フジテレビe!ショップ購入者に限り先着で、ランダムによるメンバー全員分の直筆サイン入りを含む、ショップ限定オリジナル生写真付きの特典キャンペーンを実施している。

## ライブ・パフォーマンス
収録の新曲は2015年8月に、フジテレビ・サマーイベント『お台場夢大陸』で初披露された。以下、各地イベントなどでライブ披露している
- お台場夢大陸 〜ドリームメガナツマツリ〜（2015年8月14日、フジテレビ本社屋・夢大陸マイナビステージ）
- NEO殿Live Tour 2015 〜未来へ〜
（2015年8月16日、大阪市・梅田Zeela）（2015年8月29日、新宿ReNY）

## 収録トラック
| 全作詞・作曲: 伊秩弘将（14.INTERLUDEを除く）、全編曲: 佐久間誠（7.突進少女、14.INTERLUDEを除く）。 |                                    |                                   |                                   |          |      |
| #                                                                                                  | タイトル                           | 作詞                              | 作曲・編曲                        | 編曲     | 時間 |
| 1.                                                                                                 | 「NEO Kiss♡Memories」              | 伊秩弘将 （14. INTERLUDE を除く） | 伊秩弘将 （14. INTERLUDE を除く） |          | 3:59 |
| 2.                                                                                                 | 「mero mero」                      | 伊秩弘将 （14. INTERLUDE を除く） | 伊秩弘将 （14. INTERLUDE を除く） |          | 3:44 |
| 3.                                                                                                 | 「胸アツ生誕祭!!!」                | 伊秩弘将 （14. INTERLUDE を除く） | 伊秩弘将 （14. INTERLUDE を除く） |          | 3:57 |
| 4.                                                                                                 | 「寝乙女X'masNight」               | 伊秩弘将 （14. INTERLUDE を除く） | 伊秩弘将 （14. INTERLUDE を除く） |          | 3:38 |
| 5.                                                                                                 | 「Sakuraホライズン」               | 伊秩弘将 （14. INTERLUDE を除く） | 伊秩弘将 （14. INTERLUDE を除く） |          | 4:16 |
| 6.                                                                                                 | 「Someday,Somewhere」              | 伊秩弘将 （14. INTERLUDE を除く） | 伊秩弘将 （14. INTERLUDE を除く） |          | 3:55 |
| 7.                                                                                                 | 「突進少女」                       | 伊秩弘将 （14. INTERLUDE を除く） | 伊秩弘将 （14. INTERLUDE を除く） | 山田高弘 | 4:09 |
| 8.                                                                                                 | 「プリ♡きゅんサバイバル」          | 伊秩弘将 （14. INTERLUDE を除く） | 伊秩弘将 （14. INTERLUDE を除く） |          | 4:09 |
| 9.                                                                                                 | 「キミといたナツ」                 | 伊秩弘将 （14. INTERLUDE を除く） | 伊秩弘将 （14. INTERLUDE を除く） |          | 4:39 |
| 10.                                                                                                | 「波打ち際のリフレイン」           | 伊秩弘将 （14. INTERLUDE を除く） | 伊秩弘将 （14. INTERLUDE を除く） |          | 5:24 |
| 11.                                                                                                | 「"RESISTANCE" in My Pocket」      | 伊秩弘将 （14. INTERLUDE を除く） | 伊秩弘将 （14. INTERLUDE を除く） |          | 3:45 |
| 12.                                                                                                | 「ショコラ☆ロマンティック」        | 伊秩弘将 （14. INTERLUDE を除く） | 伊秩弘将 （14. INTERLUDE を除く） |          | 5:35 |
| 13.                                                                                                | 「無限ラビリンス」                 | 伊秩弘将 （14. INTERLUDE を除く） | 伊秩弘将 （14. INTERLUDE を除く） |          | 4:31 |
| 14.                                                                                                | 「NEOのいつもの合言葉」(INTERLUDE) | 伊秩弘将 （14. INTERLUDE を除く） | 伊秩弘将 （14. INTERLUDE を除く） |          | 0:25 |
| 15.                                                                                                | 「寝起き」                         | 伊秩弘将 （14. INTERLUDE を除く） | 伊秩弘将 （14. INTERLUDE を除く） |          | 5:21 |
| 合計時間:                                                                                          | 合計時間:                          | 合計時間:                         | 61:00                             |          |      |

| #         | タイトル                                                  | 作詞  | 作曲・編曲 |
| --------- | --------------------------------------------------------- | ----- | ---------- |
| 1.        | 「アイドリング!!!FES 2015」(NEO fromアイドリング!!! part) |       |            |
| 合計時間: | 合計時間:                                                 | 60:45 |            |